# Skenderbegova čelada
Skenderbegova čelada je čelada, ki naj bi pripadala albanskemu narodnemu heroju Gjergju Kastriotiju Skanderbegu. Nahaja se v Umetnostnozgodovinskem muzeju na Dunaju. Po preiskavah naj ne bi meč in deli čelade nikoli bili v Skenderbegovi lasti.

## Opis
Čelada je izdelana iz bele kovine. Čeladni zvon je delno kroglast, rob čelade je prekrit s medeninastim trakom in okrašen z grbinami. Okoli čelade je v srednjem delu zakovičen pozlačen bakren trak z vgraviranimi okraski in črkami, pri čemer je vsak par črk ločen z zlato rozeto:
- IN = Jesus Nazarenus
- PE = Principi Emathie
- RA = Regi Albaiae
- TO = Terrori Osmanorum
- RE = Regi Epirotarum
- BT = Benedictat Te

Prevod se glasi: »Jezus iz Nazareta naj te (Skenderbega) blagoslovi, Matski knez, kralj Albanije, teror Osmanov, kralj Epira«.
Čelada ima venčni greben, na katerem je pritrjen lik rogatega kozla. Figura je izdelana iz brona in je pozlačena. Rogato kozjo glavo razlagajo kot starodavni ilirski simbol moči, rogove pa kot simbol moči ali kot simbol božanske moči Zevsa in drugih bogov. Možna je tudi povezava na lik dvorogega moža (Dhu l-Qarnain) v Koranu (Sura 18, 83–102), ker se ta lik pogosto enači z Aleksandrom Velikim, iz čigar imena je izpeljano ime "Skenderbeg". Legende povezujejo kozjo glavo z dogodki Skenderbega med prvim obleganjem Kruje leta 1450.

Čelada tehta tri kilograme.
- Pogled od spredaj
- Portret Skenderbega s čelado (Kosta Mandrović, 1885)
- Skenderbegov spomenik v Debru(Severna Makedonija)

## Zgodovina
Izvor ter pristnost čelade in meča sta sporna. V muzeju pišejo, da je bila čelada izdelana v Italiji okoli leta 1460. Meč je sestavljen iz rezila iz 15. stoletja ter novejšega turškega ročaja. Po novejših podatkih je meč češkega izvora, čelada pa naj bi bila izdelana v 16. stoletju v Benetkah. Obroč čelade naj ne bi bil originalen, figura kozje glave pa skoraj gotovo je izvirna.
Skenderbeg naj bi imel tri meče, ki naj bi imeli veliko udarno moč. Orožje je družina po njegovi smrti verjetno prenesla v Italijo. Albanski zgodovinar Kristo Frashëri meni, da sta meč in čelada izvirnika iz 15. stoletja. Po njegovih izjavah sta Skenderbegova žena Donika in njegov sin Gjon Kastrioti med begom v Italijo s seboj vzela dva meča in čelado. Predmete je sprva podedoval Ferdinand Kastrioti, Gjonov tretji sin. Ko je leta 1561 umrl, je orožje in čelado dobila v roke njegova hči Irena Kastrioti, vendar jo je morala prodati zaradi visokih dolgov njenega moža Pietra Antonia Sanseverina.
Čelado in meč je v drugi polovici 16. stoletja nosil nadvojvoda Ferdinand II., ki je opremo verjetno pridobil v Italiji. Ferdinand je bil zbiratelj orožja in se je tako kot Skenderbeg uspešno boril proti Osmanom v turških vojnah, zato se je imel za Skenderbegovega naslednika.
Od 16. stoletja naprej se čelada nahaja v Avstriji. Čelada in meč sta bila prvič omenjena v inventarju nadvojvodske zbirke dvorca Ambras iz leta 1593. Leta 1806, med napoleonskimi vojnami, je bila zbirka orožja zaradi varnosti prestavljena iz Innsbrucka na Dunaj.
Konec leta 2012 je bila posojena Nacionalnemu zgodovinskemu muzeju v Tirani za razstavo ob 100. obletnici albanske države.
Čelada igra osrednjo vlogo v romanu Roberta Menasseja Širitev iz leta 2022.

## Heraldika
V albanski heraldiki Skenderbegova čelada ni zgolj običajna figura v grbu, temveč je služila kot krona celovitega grba Kraljevine Albanije pod kraljem Zogom I.
- Današnji državni grb Albanije
- Grb Kraljevine Albanije (1928–1939)